# الصحة في إندونيسيا
الصحة في إندونيسيا هي منظور كلي تتأثر بشكل كبير بجودة الهواء والمرض والفقر والتدخين.
29٪ من سكان إندونيسيا تقل أعمارهم عن 15 عامًا، و 5٪ فقط فوق 65 عامًا. متوسط العمر المتوقع عند الولادة 70.8 عامًا. وقد اقترح أن أكثر من ثلث الأطفال دون سن الخامسة قد توقف لديهم النمو. يعيش أكثر من 28 مليون شخص تحت خط الفقر البالغ 17 دولارًا أمريكيًا شهريًا، وحوالي نصف السكان لا يتعدون دخلهم هذا الرقم. معدل التدخين هو الأعلى في العالم 76 ٪، ونحو 400.000 يموتون سنويا من الأمراض المرتبطة بالتدخين.

## جودة المياه
مياه الشرب غير المأمونة هي سبب رئيسي للإسهال، وهو قاتل رئيسي للأطفال الصغار في إندونيسيا. تقول اليونيسف أن الإسهال الناجم عن مياه الشرب غير المعالجة ساهم في وفاة 31 ٪ من الأطفال الذين تتراوح أعمارهم بين شهر واحد إلى عام، و 25 ٪ من الأطفال بين سنة إلى 4 سنوات.

## الأمراض

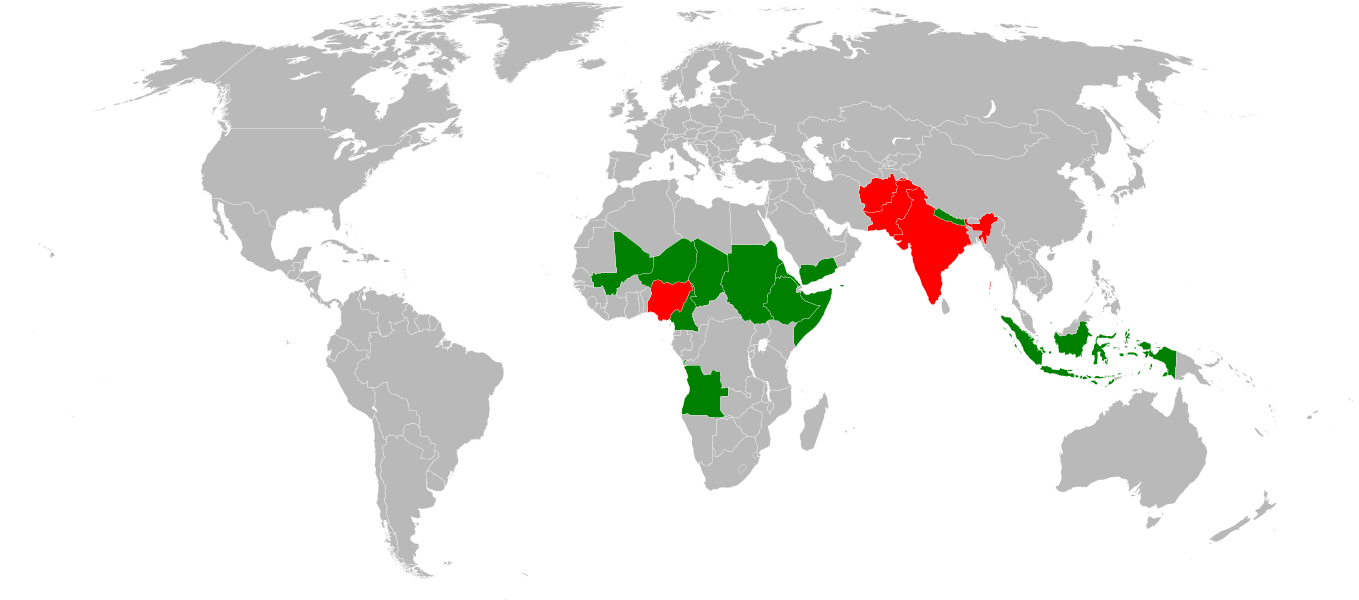
في عام 2005 كان هناك 303 حالات تم الإبلاغ عنها من مرض شلل الأطفال في إندونيسيا.

يشكل فيروس نقص المناعة البشرية الإيدز تهديداً كبيراً للصحة العامة منذ أوائل التسعينيات. في عام 2003 احتلت إندونيسيا المرتبة الثالثة بين دول رابطة أمم جنوب شرق آسيا في جنوب شرق آسيا بعد ميانمار وتايلند، مع معدل انتشار للكبار بنسبة 0.1 في المئة، وحوالي 130,000 حالة إصابة بفيروس نقص المناعة البشرية الإيدز، وعدد 2400 حالة وفاة. في جاكرتا يقدر أن 17 في المائة من البغايا مصابات بفيروس نقص المناعة البشرية الإيدز، في بعض أجزاء بابوا يُعتقد أن معدل الإصابة بين النساء القرويات اللائي ليسن عاهرات قد يصل إلى 26 في المائة.
ثلاثة أخطار صحية أخرى تواجه إندونيسيا في عام 2004 كانت حمى الضنك وحمى الضنك النزفية وأنفلونزا الطيور. تأثرت جميع المقاطعات الـ 30 على مستوى المقاطعة بحمى الضنك وفقاً لمنظمة الصحة العالمية. قيل إن اندلاع أنفلونزا الطيور الشديدة الإمراض في الدجاج والبط في إندونيسيا يُشكل تهديدًا كبيرًا لصحة الإنسان.
بحلول عام 2010 كانت هناك ثلاث مناطق لمكافحة الملاريا في إندونيسيا: نوسا تينجارا بارات مع 20 حالة لكل 1000 مواطن، ونوسا تينجارا تيمور مع 20-50، ومالوكو وبابوا بأكثر من 50 حالة لكل ألف. الاستيطان المتوسط في سومطرة وكليمانتان وسولاويزي ساهم في تقليل الإصابات، في حين أن الوباء منخفض في جاوة وبالي، حيث تم تأكيد ما يقرب من 100 في المئة من حالات الملاريا. في عام 1990 كان معدل الإصابة بالملاريا 4.96 لكل 1000 وانخفض إلى 1.96 لكل 1000 في عام 2010. تستهدف الحكومة تخليص البلاد من الملاريا بحلول عام 2030، والقضاء يعني تحقيق أقل من حالة واحدة لكل 1000 شخص.
يزداد مرض السكري بمعدل حوالي 6 ٪ سنويا.

## جودة الهواء
ضباب جنوب شرق آسيا 1997، وضباب جنوب شرق آسيا 2006، وضباب جنوب شرق آسيا 2013 وضباب من جنوب شرق آسيا 2015 في جميع البلدان المتأثرة بضباب الدخان، لوحظت زيادة في النتائج الصحية الحادة. الآثار الصحية بما في ذلك زيارات غرفة الطوارئ بسبب أعراض الجهاز التنفسي مثل الربو والتهابات الجهاز التنفسي العلوي، وانخفاض وظيفة الرئة وكذلك تهيج العين والجلد، والسبب الرئيسي لهذه المسألة الجسيمات.

## التلقيح
يوجد في إندونيسيا لقاح روتيني للأطفال الذين تقل أعمارهم عن 5 سنوات كتوصيات من منظمة الصحة العالمية بما في ذلك تلقيح التهاب الكبد بي الذي ينتشر بكثرة في إندونيسيا. جميع اللقاحات المستخدمة في البرنامج الوطني للتحصين التي تقدمها شركة بيو فارما وهي الشركة المصنعة للقاحات المحلية.
في يونيو 2011 تم إجراء اختبار المرحلة الثالثة من لقاح حمى الضنك الذي شمل 800 شخص تتراوح أعمارهم بين 2 و14 عامًا في 5 مراكز صحية مجتمعية حول جاكرتا وسيُجرى أيضًا في باندونغ وجاوة الغربية ودنباسار في بالي مع 800 و400 المشاركين على التوالي. تم إجراء أول اختبار على عدد محدود من الجنود، وأجريت المرحلة الثانية على عدد صغير من الأطفال، وإذا تم اكتشاف أن اللقاح آمن للبشر خلال السنوات الخمس القادمة، فستطبق الحكومة لقاح حمى الضنك على الجمهور.

## صحة الأم والطفل
يبلغ معدل وفيات الأمهات في عام 2010 240 حالة لكل 100.000 مولود في إندونيسيا. وهذا بالمقارنة مع 228.6 في عام 2008 و252.9 في عام 1990. معدل وفيات الأطفال دون سن الخامسة هو 41 مولود لكل 1000. معدل وفيات حديثي الولادة كنسبة مئوية من وفيات الأطفال دون سن الخامسة هو 49. في إندونيسيا لا تتوفر عدد القابلات لكل 1000 مولود حي وخطر وفاة النساء الحوامل مدى الحياة هو 1 في عام 190. معدل وفيات الأمهات في عام 2012 هي 359 حالة وفاة لكل 100.000 ولادة حية، وهي زيادة كبيرة عن بيانات عام 2010 مع 220 حالة وفاة وبعيداً عن هدف الأهداف الإنمائية للألفية وهو 102 حالة وفاة بحلول نهاية عام 2015. السبب الرئيسي للوفيات هو النزيف الحاد بعد الولادة بسبب عدم وجود مراقبة منتظمة للحمل، على الرغم من أن بيانات المجلس الوطني لتنسيق تنظيم الأسرة والوكالة المركزية للإحصاء قد أظهرت تحسنا من 93 في المائة من النساء اللائي تلقين رعاية قبل الولادة في عام 2007 ارتفعت إلى 96 في المائة في عام 2012.